# 阿久延博
阿久 延博（あく のぶひろ、1969年7月18日 - ）は、日本のシンガーソングライターである。大阪府出身。同志社大学法学部卒業。身長170cm。

## 概要
RAZZ MA TAZZのボーカルとして1994年シングル「Private Eyes」でメジャーデビュー。
1999年、アルバム『Sanctuary』と2枚のベストアルバムを発表し解散。ソロシンガーとして活動する。
2002年、UNICORNの手島いさむとユニットRoute246を結成。
2005年、元RAZZ MA TAZZの横山達郎とrazz.を結成。ソロと平行して活動。
2008年3月、razz.の活動を停止。自主レーベル「Noah’s Ark Discs」を設立しソロで活動。
2009年3月より『旅情〜Song Reading 2009〜』と題して全国各地を回るツアーを開催。「一人でも聞いてくれる人がいれば全国どこへでも行く」「全国を1年で2周ぐらいしたい」と120ヶ所以上でライブを行った。
2011年1月、リメイクベストアルバム「Moonlight Songs」をリリース。東日本大震災を契機に活動を休止。
2014年、ソロ活動再開。RAZZ-MA-TAZZ名義でも活動を始める。
2016年9月、一般女性と入籍。

## 人物
- バンド時代、作曲はほとんど行っていなかったが、ソロ活動を機に精力的に作曲活動を行う。ファーストアルバム『Cosmology』以後も作詞、作曲は全て自分で手がけている。
- 趣味は読書とジョギング。年間300冊以上もの本を読む。好きな作家は夏目漱石、太宰治、村上春樹などを挙げている。

## ディスコグラフィー

### シングル
1. fly （2001年）
2. evergreen （2006年）
3. Slow Match （2007年）
4. Bluebird （2008年）
5. Meeting Place / サンシャインロード （2010年）

### アルバム
1. Cosmology （2001年）
2. Aqualife （2002年）
3. Nostalgia （2006年）
4. GIFT〜君は神様からの贈り物 （2009年）
5. My Frist Diary （2015年）

- First Live ライブアルバム
- Singing Letters （2008年） セルフカバーアルバム
- Monnlight Songs～AKU NOBUHIRO SELECTION Ⅰ（2011年） ベストアルバム